# Winnertzia tridens
Winnertzia tridens är en tvåvingeart som beskrevs av Panelius 1965. Winnertzia tridens ingår i släktet Winnertzia och familjen gallmyggor. Inga underarter finns listade i Catalogue of Life.